# Kinito
Joaquim Marcos Cunga Balanga znany jako Kinito (ur. 13 marca 1998 w Luandzie) – angolski piłkarz grający na pozycji środkowego obrońcy. Od 2021 jest zawodnikiem klubu Atlético Petróleos.

## Kariera klubowa
Swoją karierę piłkarską Kinito rozpoczął w klubie GD Interclube. W sezonie 2016 zadebiutował w jego barwach w pierwszej lidze angolskiej. W sezonie 2018 był z niego wypożyczony do klubu Domant FC. Latem 2021 przeszedł do Atlético Petróleos. W sezonie 2021/2022 sięgnął z nim po dublet - mistrzostwo i Puchar Angoli, a w sezonie 2022/2023 został mistrzem tego kraju.
| Sezon   | Klub                  | Kraj   | Rozgrywki | Mecze | Bramki |
| ------- | --------------------- | ------ | --------- | ----- | ------ |
| 2016    | GD Interclube         | Angola | Girabola  | ?     | ?      |
| 2017    | GD Interclube         | Angola | Girabola  | ?     | ?      |
| 2018    | Domant FC             | Angola | Girabola  | 13    | 0      |
| 2018/19 | GD Interclube         | Angola | Girabola  | 5     | 0      |
| 2019/20 | GD Interclube         | Angola | Girabola  | 17    | 2      |
| 2020/21 | GD Interclube         | Angola | Girabola  | 21    | 1      |
| 2021/22 | CD Primeiro de Agosto | Angola | Girabola  | 24    | 5      |
| 2022/23 | Atlético Petróleos    | Angola | Girabola  | 27    | 2      |

## Kariera reprezentacyjna
W reprezentacji Angoli Kinito zadebiutował 14 czerwca 2016 roku w przegranym 0:1 meczu Pucharu COSAFA 2016 z Lesotho, rozegranym w Windhuku. W 2024 roku został powołany do kadry na Puchar Narodów Afryki 2023. W tym turnieju rozegrał trzy mecze grupowe: z Algierią (1:1), z Mauretanią (3:2) i z Burkiną Faso (2:0).